# Everything Sucks (Descendents)
Everything Sucks è il quinto album pubblicato dalla punk band californiana Descendents, edito nel 1996 dalla Epitaph Records

## Tracce
1. Everything Sux – 1:26
2. I'm the One – 2:15
3. Coffee Mug – 0:34
4. Rotting Out – 1:56
5. Sick-O-Me – 1:45
6. Caught – 1:47
7. When I Get Old – 2:27
8. Doghouse – 1:46
9. She Loves Me – 2:33
10. Hateful Notebook – 2:22
11. We – 2:33
12. Eunuch Boy – 0:19
13. This Place – 1:16
14. I Won't Let Me – 3:06
15. Thank You – 4:30

## Formazione
- Milo Aukerman - voce
- Stephen Egerton - chitarra
- Karl Alvarez - basso
- Bill Stevenson - batteria